# Helena Cortés
Helena Cortés Gabaudan (geboren 13. Dezember 1962 in Salamanca) ist eine spanische Literaturwissenschaftlerin und Übersetzerin.

## Leben
Helena Cortés Gabaudan wurde 1992 Professorin für Germanistik an der Universität Vigo. 2005 wurde sie zur Direktorin des Instituto Cervantes in Bremen berufen und wurde später bis 2015 Leiterin des Instituto Cervantes Hamburg.
Cortés ist Übersetzerin deutscher Literatur ins Spanische. Ihre 2014 erschienene Hölderlin-Biographie La vida en verso wurde von der Zeitung El País zur Biografie des Jahres gekürt.
Cortés wurde im Jahr 2018 in die Deutsche Akademie für Sprache und Dichtung aufgenommen. 2021 erhielt sie die Goldene Goethe-Medaille.  

## Schriften (Auswahl)
- Claves para una lectura de Hiperión. Madrid: Hiperión, 1996
- El señor del fuego: mitos y símbolos del herrero germánico. Madrid: Miraguano: 2004
- La vida en verso. Biografía poética de Friedrich Hölderlin. Madrid: Hiperión, 2014
- Goethe. Vivir para ser inmortal. Barcelona: Arpa, 2023
- A tradución literaria. Vigo: Servizo de Publicacións da Universidade de Vigo, 2023

Übersetzungen
- Theodor W. Adorno: Alban Berg: el maestro de la transición ínfima. Übersetzung Helena Cortés, Arturo Leyte. Madrid: Alianza, 1990 ISBN 9788420685519
- Friedrich Hölderlin: Correspondencia completa. Madrid: Hiperión, 1990
- Martin Heidegger: Caminos de bosque. Madrid: Alianza, 1995
- Martin Heidegger: Hitos. Madrid: Alianza, 2000
- Friedrich Wilhelm Joseph Schelling: Investigaciones filosóficas sobre la esencia de la libertad humana y los objetos con ella relacionados. Rubí: Anthropos, 2002
- Friedrich Wilhelm Joseph Schelling. El discurso de la Academia. Madrid: Biblioteca Nueva, 2004.
- Martin Heidegger: Aclaraciones a la poesía de Hölderlin. Madrid: Alianza, 2005.
- Johann Wolfgang von Goethe: Fausto. Madrid: UA Ed., 2010
- Johann Wolfgang von Goethe: Las afinidades electivas. Madrid: La Oficina, 2010
- Friedrich Hölderlin: Der Archipelagus. Madrid: Oficina de Arte y Ed., 2011
- Friedrich Hölderlin: Edipo (Sófocles/Hölderlin). Madrid: La Oficina, 2012
- Martin Heidegger: Identidad y Diferencia: Edición bilingüe. Übersetzung Helena Cortés, Arturo Leyte. Barcelona: Anthropos, 2013
- Los muertos cabalgan deprisa (G.A.Bürger: Lenore / Goethe: Die Braut von Korinth). Madrid: La Oficina, 2015
- Theodor Fontane: Antes de la tormenta. Valencia: Pre-Textos, 2017
- Johann Wolfgang von Goethe: Elegía de Marienbad. Ourense: Editiones Linteo, 2017
- Friedrich Hölderlin. Poesía Esencial. Madrid: La Oficina, 2017
- Rainer Maria Rilke. Diario de Florencia. Madrid: La Oficina, 2018
- Gebrüder Grimm. Los cuentos de los hermanos Grimm tal como nunca te fueron contados. Edición de 1812. Madrid: La Oficina, 2019.
- Friedrich Hölderlin. Cartas filosóficas. Madrid: La Oficina, 2020
- Johann Wolfgang von Goethe: El Diván de Oriente y Occidente. Madrid: La Oficina, 2020
- Mascha Kaléko: Hoja al Viento. Antología poética. Barcelona: Tresmolins, 2021
- Arndt, Ernst Moritz bis Zschokke, Heinrich (25 Autoren): Los Cuentos más bellos del Romanticismo alemán. Madrid: La Oficina de Arte y Ediciones, 2024.